# Иванов, Иван Иванович (священник)
Иван Иванович Иванов (1796—1848) — протоиерей Русской православной церкви.
В 1814 году, до окончания курса Петербургской духовной семинарии был переведён в Петербургскую духовную академию, которую в 1817 году окончил в составе II курса магистром богословия. Оставлен в академии бакалавром; с 1828 года — ординарный профессор академии, сначала по кафедре общей словесности, затем — церковного красноречия (гомилетики) и с 1835 года — еврейского языка.
Был священником Петропавловского собора (с 1819), затем, в сане протоиерея, — настоятелем Спасо-Сенновской церкви (с 1831). Также он был членом Санкт-Петербургской духовной консистории.
Напечатал «Опыт теории словесных наук, почерпнутых из лучших её источников» (СПб.: тип. Байковой, 1832). Кроме этого в Христианском чтении было напечатано большое количество его переводов из сочинений Отцов Церкви.
Умер в Санкт-Петербурге от холеры 20 июня (2 июля) 1848 года. Похоронен на Смоленском православном кладбище.